# Psicrómetro

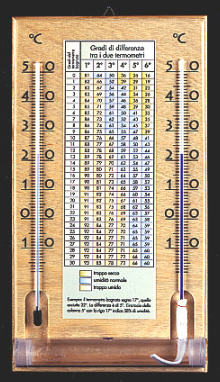
Psicrômetro.

O psicrômetro é um aparelho que contém dois termômetros idênticos colocados um ao lado do outro, que irão servir para avaliar a quantidade de vapor de água encontrada no ar. A diferença  entre esses termômetros é que um deles trabalha com o bulbo seco e o outro com o bulbo úmido. Esse aparelho é muito utilizado para a determinação do ponto de orvalho e da umidade relativa do ar.
O termômetro de bulbo úmido tem o bulbo coberto por uma malha porosa (geralmente de algodão), que será mergulhada em um recipiente contendo água destilada. Esta malha fica constantemente úmida devido ao efeito de capilaridade. A evaporação da água contida na malha que envolve o termômetro retira-lhe energia , fazendo com que o termômetro de bulbo úmido indique uma temperatura mais baixa do que a do outro termômetro; que nos informa a temperatura ambiente. Essa redução na temperatura de bulbo úmido, é tanto maior quanto mais seco está o ar atmosférico, e é nula quando a atmosfera está saturada de vapor de água.
O princípio físico por detrás do funcionamento do psicômetro é o mesmo associado ao controle de temperatura via suor em muitos animais homeotérmicos e também no funcionamento dos filtros de água feitos de barro, que fornecem sempre água fresca, mesmo nos dias de temperaturas as mais elevadas.
Constam essencialmente de um termómetro seco e de um  termómetro com o reservatório envolvido em malha fina que se conserva sempre umedecida (um termômetro molhado); A evaporação da água, contida na malha envolvente, rouba calor ao reservatório e o termómetro indica temperatura mais baixas do que as de outro termómetro igual, com o reservatório livre, que se coloca ao lado e dá a temperatura ambiente. 
O psicrômetro é um aparelho que contém dois termômetros idênticos colocados um ao lado do outro, que irão servir para avaliar a quantidade de vapor de água encontrada no ar. A diferença entre esses termômetros é que um deles trabalha com o bulbo seco e o outro com o bulbo úmido. Esse aparelho é muito utilizado para a determinação do ponto de orvalho e da umidade relativa do ar. 
O termômetro de bulbo úmido tem o bulbo coberto por uma malha porosa (geralmente de algodão), que será mergulhada em um recipiente contendo água destilada. Esta malha fica constantemente úmida devido ao efeito de capilaridade. A evaporação da água contida na malha que envolve o termômetro retira-lhe energia , fazendo com que o termômetro de bulbo úmido indique uma temperatura mais baixa do que a do outro termômetro; que nos informa a temperatura ambiente. Essa redução na temperatura de bulbo úmido, é tanto maior quanto mais seco está o ar atmosférico, e é nula quando a atmosfera está saturada de vapor de água.

O princípio físico por detrás do funcionamento do psicômetro é o mesmo associado ao controle de temperatura via suor em muitos animais homeotérmicos e também no funcionamento dos filtros de água feitos de barro, que fornecem sempre água fresca, mesmo nos dias de temperaturas as mais elevadas. Constam essencialmente de um termómetro seco e de um termómetro com o reservatório envolvido em malha fina que se conserva sempre umedecida (um termômetro molhado); A evaporação da água, contida na malha envolvente, rouba calor ao reservatório e o termómetro indica temperatura mais baixas do que as de outro termómetro igual, com o reservatório livre, que se coloca ao lado e dá a temperatura ambiente.